# Caterina Bini
Caterina Bini (Pistoia, 11 settembre 1975) è una politica italiana, dal 7 aprile 2021 al 22 ottobre 2022 sottosegretaria di Stato ai rapporti con il Parlamento nel governo Draghi, e anche parlamentare per il Partito Democratico dal 2013 al 2022.

## Biografia
Nata a Pistoia l'11 settembre 1975, si è laureata in Scienze politiche all'Università degli Studi di Firenze, ha conseguito successivamente una specializzazione in Metodologia della ricerca sociale e un master post-universitario in organizzazione industriale delle pubbliche utilità.
Ha lavorato in una società di consulenza, dove ha svolto attività di ricerca sociale; successivamente ha avuto l'incarico di responsabile tecnica dell'assessorato alle società partecipate e new economy del Comune di Firenze.

### Attività politica
Inizia la propria esperienza politica nel 1995, anno in cui si iscrive al Partito Popolare Italiano (PPI).
Nel 2002 è stata eletta consigliera circoscrizionale del comune di Pistoia, col maggior numero di preferenze ottenuto dalla sua lista in tutte le circoscrizioni del comune. Nello stesso anno aderisce alla Margherita di Francesco Rutelli, lista elettorale che divenne partito raccogliendo il PPI, Rinnovamento Italiano di Lamberto Dini e I Democratici di Arturo Parisi, dove nel 2003 viene eletta presidente comunale di Pistoia e, all'unanimità, coordinatrice provinciale di Pistoia. Confermata in questo ruolo dal congresso provinciale del 2007, nell'aprile è stata eletta all'unanimità coordinatrice regionale della Margherita toscana, durante l'ultimo congresso prima della nascita del Partito Democratico. È stata l'unica donna a ricoprire l'incarico di segretaria regionale della Margherita e la più giovane d'Italia.

#### In Consiglio Regionale
Viene candidata alle elezioni regionali in Toscana del 2005 dalla Margherita, mozione del presidente uscente Claudio Martini, venendo eletta nel collegio di Pistoia in Consiglio regionale della Toscana. Diventando successivamente membro della Seconda Commissione  "Agricoltura", della Terza Commissione "Attività produttive" e della Commissione speciale per la normativa elettorale insediatasi il 19 dicembre 2008.
Nel 2007 aderisce al Partito Democratico (PD), di cui è stata vice-segretaria regionale in Toscana da ottobre 2007 fino all’ottobre 2009, affiancando Andrea Manciulli.
Alle regionali Toscane del 2010, è stata nuovamente eletta in Consigliera regionale, divenendo presidente della Terza Commissione "Sviluppo economico" e aderendo al gruppo Partito democratico.
Nel 2012 ha sostenuto la mozione di Pier Luigi Bersani alle primarie del centro-sinistra "Italia. Bene Comune" contro la mozione dell'allora sindaco di Firenze Matteo Renzi.

#### Elezione a deputata
Componente dell'assemblea e della direzione regionale del PD della Toscana e dell'assemblea e della direzione provinciale del PD di Pistoia, alle elezioni politiche del 2013 viene eletta alla Camera dei deputati, nella circoscrizione Toscana per il Partito Democratico. Nella XVII legislatura della Repubblica è stata segretaria con delega d'Aula del gruppo parlamentare del PD alla Camera, oltre a far parte delle 10ª Commissione Attività produttive, commercio e turismo.
Alle elezioni primarie del PD del 2017 ha sostenuto la mozione di Matteo Renzi, segretario uscente ed ex presidente del Consiglio, entrando successivamente a far parte della Direzione nazionale del PD.

#### Elezione a senatrice
Alle elezioni politiche del 2018 viene candidata al Senato della Repubblica per il PD sia nel collegio uninominale Toscana - 03 (Prato), sostenuta dalla coalizione di centro-sinistra, che nel collegio plurinominale Toscana - 02 in seconda posizione, venendo nel uninominale sconfitta dal candidato del centro-destra, in quota Fratelli d'Italia, Patrizio Giacomo La Pietra, mentre nel plurinominale invece viene eletta senatrice. Nel corso della XVIII legislatura ha fatto parte della Commissione parlamentare per l'infanzia e l'adolescenza, di cui è stata vicepresidente, della 12ª Commissione Igiene e sanità, venendo sostituita da Eugenio Comincini prima e Caterina Biti poi quando ricopre l'incarico di sottosegretaria ai rapporti col Parlamento, e, brevemente, della 10ª Commissione Industria, commercio, turismo e 6ª Commissione Finanze e tesoro, quest'ultima in sostituzione del sottosegretario al MIT Salvatore Margiotta, oltre ad essere segretaria del gruppo parlamentare PD a Palazzo Madama.
Alle primarie del PD del 2019 sostiene la mozione di Maurizio Martina, ex ministro delle politiche agricole nei governi Renzi e Gentiloni e rappresentante l'area "filo-renziana" del partito, che risulterà perdente arrivando secondo dietro a Nicola Zingaretti con il 22% dei voti.

#### Sottosegretaria ai rapporti col Parlamento
Il 31 marzo 2021 viene nominata dal Consiglio dei Ministri sottosegretaria di Stato per i rapporti con il Parlamento nel governo Draghi, subentrando a Simona Malpezzi, dimessasi in seguito all'elezione come capogruppo del Partito Democratico al Senato. 
Alle elezioni politiche anticipate del 2022 viene ricandidata alla Camera nei collegi plurinominali Toscana - 01 e Toscana - 03 in terza posizione nella lista Partito Democratico - Italia Democratica e Progressista.